# Famille du Réau de La Gaignonnière
La famille du Réau de La Gaignonnière, anciennement Dureau, est une famille subsistante de la noblesse française ayant ses racines en Anjou.
Deux orthographes et prononciations sont utilisées indifféremment au XXIe siècle : « du Reau » et « du Réau ».

## Histoire
La famille est anoblie par lettres patentes datées du mois d'août 1670 signées par le roi Louis XIV et enregistrées en 1725.
Elle fait aussi partie de la noblesse pontificale depuis 1876 et porte un titre de comte romain héréditaire.[réf. nécessaire]
Elle fait partie de l'ANF depuis 1979,.

## Filiation
La famille du Réau (olim Dureau) est originaire de la commune de Mûrs-Erigné en Anjou dont Jehan du Reau/Dureau était fermier général à la fin du XVIe siècle.
- Jean du Réau (1623-1703), un des 200 chevau-légers de la Garde du roi, capitaine de cavalerie. Il épouse en 1665 Anne de Chauvigné, fille de Jean de Chauvigné et de Marie de La Cottinière.
  - Jean-François du Réau (1715-1792), siége dans l'ordre de la noblesse aux États-Généraux de la sénéchaussée d'Angers en 1789[4]. Il épouse en 1742 Renée Françoise Taulpin, fille de René Taulpin, président au grenier à sel de Pouancé et avocat et de Françoise Renée Ridray.
    - Zacharie du Réau (1754-1832), siége dans l'ordre de la noblesse aux États-Généraux de la sénéchaussée d'Angers en 1789 avec son père, épouse en 1788 Marie-Anne Cassin de la Roussière, fille de René Alexis Cassin de La Loge et de Catherine Béranger.
      - Zacharie du Réau (1790-1815), officier aux gendarmes rouges de la Maison du roi Louis XVIII, épouse en 1810 Eulalie Jeanne Boucault de Melliant[5], fille de Pierre Jean François  Boucault de Melliant et de Gabrielle Renée de Lescu. Il meurt cinq ans après son mariage à la bataille de Rocheservière[6].
        - Zacharie du Réau (1812-1902), conseiller général de Maine-et-Loire[7], épouse en 1839 Marie-Thérèse de Quatrebarbes, fille de Hyacinthe-Charles-René de Quatrebarbes et de Catherine Gaudicher de Princé. Il est comte romain, anobli en 1876 par le pape Pie IX.
          - Zacharie du Réau (1841-1925), engagé en 1860,  en 1861. Caporal, sergent puis capitaine en 1867 au régiment des zouaves pontificaux puis zouave pontifical aux Volontaires de l'Ouest en 1870. Chevalier de la Légion d'honneur. Il épouse en 1871 Marie de Couëssin du Boisriou, fille de Charles Vincent Marie de Couëssin du Boisriou et Marie Augustine Sainte d'Andigné [8],[9].
          - Zacharie Maurice du Réau (1847-1923), zouave pontifical. Il épouse Marie Thérèse Brochard de La Rochebrochard[9].
            - Yves du Réau (1900) épouse Cécile du Buysson.
              - François du Réau épouse Marie Antoinette de Dieuleveult.
                - Élisabeth du Réau (1937-2021), historienne[10],[11]

          - Henry du Réau de La Gaignonnière (1848-1934), zouave pontifical. Il épouse Gabrielle Merland de La Maufreyère[9]. La famille est alors propriétaire du château de Bois-Fichet à Mauléon (Deux-Sèvres) et « possédait Tournelay à Nueil-les-Aubiers, Burguet à Mortagne-sur-Sèvre et La Guiraudière à La Rabatelière, soient 3 000 ha. On dit qu’elle pouvait aller à cheval de La Guiraudière à Tournelay sans sortir de chez elle »[12].
            - Charles du Réau de La Gaignonnière (1877-1946), maire de Saint-Jouin, conseiller général du canton de Mauléon de 1919 à 1937. Il épouse Alice Maurice du Plessis.
              - Geoffroy Henri Marie Raoul Joseph du Réau de La Gaignonnière (1914-2021), homme de lettres sous le nom de plume « Geoffroy de Souzenelle ». Il épouse Juliette de Proyart de Baillescourt (1922-2000) puis en secondes noces, Annick Meaulle dite Annick de Souzenelle (1922-2024), écrivaine d'ouvrages de spiritualité.

## Armes
La famille du Réau de La Gaignonnière porte d'argent à une barre de gueule frangée de sable, armes enregistrées pour Jean du Réau dans le 33e volume de l'armorial général de France (généralité de Tours), dressé en 1696. Ces armes sont aussi représentées sur l'acte d'anoblissement de 1670, surmontées d'un heaume et d'un palanquin.

## Alliances
Les principes alliances de la famille du Réau de La Gaignonnière sont : Pasqueray, de Chauvigné, Desmazières de La Blairie, Amary de La Gaudichère, Cassin de La Loge, Boucault de Melliant, de Quatrebarbes (1839), de Couessin du Boisriou (1871), Merland de La Maufreyère (1875), Maurice du Plessis (1906), Bouvais de La Fleuriaye (1907), du Bois de Maquillé (1908), des Colombiers de Boismarmin (1913), de Mauduit du Plessix (1928), de Collasson (1931), de Grailly (1933), de Proyart de Baillescourt (1942), de Dreüille  (1945), du Plessis d'Argentré, Huon de Penanster, Exshaw, de Monti de Rezé, Lennel de La Farelle, Brochard de La Rochebrochard, Treton de Vaujuas-Langan, de Fraix de Figon, de Farcy de La Villedubois (1938), Roland de Chambaudoin d'Erceville, de Chabot, du Buysson, de Dieuleveult, de Coniac, Savary de Beauregard.

## Pour approfondir